# Charmes-sur-Rhône
Charmes-sur-Rhône es una comuna (municipio) de Francia, en la región de Ródano-Alpes, departamento de Ardèche, en el distrito de Privas y cantón de La Voulte-sur-Rhône.
Su población en el censo de 1999 era de 2.070 habitantes.
Está integrada en la Communauté de communes les Deux Chênes.

## Demografía
| 944 | 937 | 1142 | 1550 | 1826 | 2070 |
| Para los censos de 1962 a 1999 la población legal corresponde a la población sin duplicidades (Fuente: INSEE [Consultar]) |     |      |      |      |      |